# Habenaria spencei
Habenaria spencei là một loài thực vật có hoa trong họ Lan. Loài này được Blatt. & McGann mô tả khoa học đầu tiên năm 1932.